# 圣弥额尔堂 (维也纳)
48°12′29″N 16°22′01″E / 48.20806°N 16.36694°E

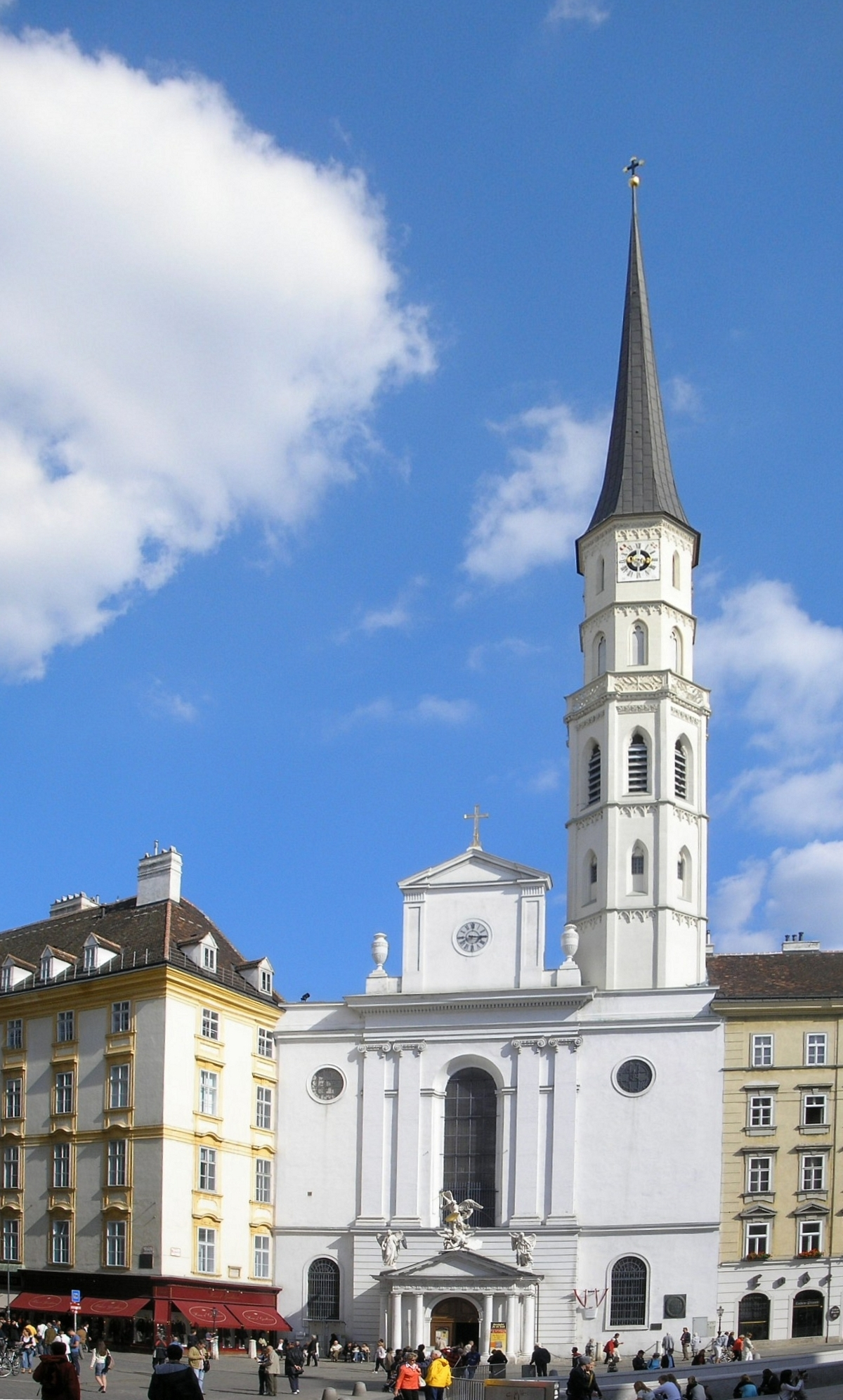
维也纳圣弥格教堂

聖米迦勒教堂（Michaelerkirche）是奥地利首都维也纳中心区的一座古老的天主教堂，面向西方，面对霍夫堡皇宫，过去是宫廷的本堂区。长65米，宽35米。主保圣人是天使长弥额尔，1217年祝圣，面貌多次变更后，到1792年定型。，建筑风格结合了罗曼式、哥特式等多种风格。